# Matías Aranda
Matías Aranda (Bella Vista, Buenos Aires, 22 de abril de 1997) es un basquetbolista argentino que se desempeña como ala-pívot en Morón de la Liga Metropolitana de FEBAMBA de Argentina.

## Trayectoria
Jugó en las divisiones formativas de San Miguel y Ramos Mejía Lawn Tennis Club antes de ser reclutado por Ferro. Con ese club disputó fundamentalmente la Liga de Desarrollo -tanto en su versión 5x5 como en su versión 3x3- y los torneos que organiza FEBAMBA, pero también tuvo la oportunidad de debutar en la Liga Nacional de Básquet. 
En octubre de 2017 pasó a Ciudad de Campana.
En 2018 se unió a Ramos Mejía Lawn Tennis Club para disputar la Liga Metropolitana de FEBAMBA. Posteriormente sería fichado por Pinocho, club con el que jugó varias ediciones del Torneo Federal de Básquetbol.
Volvió a San Miguel en 2022, pero dos años después se incorporó al Club Morón.